# 1950-es indianapolisi 500
A 34. alkalommal megrendezett indianapolisi 500 mérföldes verseny volt az 1950-es AAA National Championship első futama. A verseny a tengerentúli bajnokság mellett a FIA Versenyzők Bajnokságába is beleszámított.

## Időmérő

### Az időmérő végeredménye
| Poz. | Rajtszám | Pilóta            | Konstruktőr              | Köridő  | Különbség |
| ---- | -------- | ----------------- | ------------------------ | ------- | --------- |
| 1    | 98       | Walt Faulkner     | Kurtis Kraft-Offenhauser | 4:27.97 | -         |
| 2    | 28       | Fred Agabashian   | Kurtis Kraft-Offenhauser | 4:31.10 | + 3.913   |
| 3    | 31       | Mauri Rose        | Deidt-Offenhauser        | 4:32.07 | + 4.910   |
| 4    | 5        | George Connor     | Lesovsky-Offenhauser     | 4:32.39 | + 4.942   |
| 5    | 1        | Johnnie Parsons   | Kurtis Kraft-Offenhauser | 4:32.43 | + 4.946   |
| 6    | 49       | Jack McGrath      | Kurtis Kraft-Offenhauser | 4:33.00 | + 5.903   |
| 7    | 69       | Duke Dinsmore     | Kurtis Kraft-Offenhauser | 4:34.67 | + 6.970   |
| 8    | 14       | Tony Bettenhausen | Deidt-Offenhauser        | 4:34.92 | + 6.995   |
| 9    | 17       | Joie Chitwood     | Kurtis Kraft-Offenhauser | 4:35.32 | + 7.935   |
| 10   | 3        | Bill Holland      | Deidt-Offenhauser        | 4:35.90 | + 7.993   |
| 11   | 59       | Pat Flaherty      | Kurtis Kraft-Offenhauser | 4:37.76 | + 9.979   |
| 12   | 54       | Cecil Green       | Kurtis Kraft-Offenhauser | 4:30.86 | + 2.989   |
| 13   | 18       | Duane Carter      | Stevens-Offenhauser      | 4:33.42 | + 5.945   |
| 14   | 21       | Spider Webb       | Maserati-Offenhauser     | 4:37.46 | + 9.949   |
| 15   | 81       | Jerry Hoyt        | Kurtis Kraft-Offenhauser | 4:37.95 | + 9.998   |
| 16   | 2        | Myron Fohr        | Marchese-Offenhauser     | 4:33.32 | + 5.935   |
| 17   | 24       | Bayliss Levrett   | Adams-Offenhauser        | 4:34.43 | + 6.946   |
| 18   | 45       | Dick Rathmann     | Watson-Offenhauser       | 4:34.96 | + 6.999   |
| 19   | 7        | Paul Russo        | Nichels-Offenhauser      | 4:35.25 | + 7.928   |
| 20   | 4        | Walt Brown        | Kurtis Kraft-Offenhauser | 4:35.96 | + 7.999   |
| 21   | 12       | Henry Banks       | Maserati-Offenhauser     | 4:37.68 | + 9.971   |
| 22   | 67       | Bill Schindler    | Snowberger-Offenhauser   | 4:31.31 | + 3.934   |
| 23   | 8        | Lee Wallard       | Moore-Offenhauser        | 4:31.83 | + 3.986   |
| 24   | 55       | Troy Ruttman      | Lesovsky-Offenhauser     | 4:32.91 | + 4.994   |
| 25   | 23       | Sam Hanks         | Kurtis Kraft-Offenhauser | 4:33.57 | + 5.960   |
| 26   | 15       | Mack Hellings     | Kurtis Kraft-Offenhauser | 4:35.32 | + 7.935   |
| 27   | 22       | Jimmy Davies      | Ewing-Offenhauser        | 4:36.07 | + 8.910   |
| 28   | 76       | Jim Rathmann      | Wetteroth-Offenhauser    | 4:37.01 | + 9.904   |
| 29   | 27       | Walt Ader         | Rae-Offenhauser          | 4:37.05 | + 9.908   |
| 30   | 77       | Jackie Holmes     | Olson-Offenhauser        | 4:37.57 | + 9.960   |
| 31   | 75       | Gene Hartley      | Langley-Offenhauser      | 4:38.61 | + 10.964  |
| 32   | 61       | Jimmy Jackson     | Kurtis Kraft-Cummins     | 4:38.62 | + 10.965  |
| 33   | 62       | Johnny McDowell   | Kurtis Kraft-Offenhauser | 4:37.58 | + 9.961   |

### Nem kvalifikálták magukat
| Rajtszám | Pilóta            | Konstruktőr               |
| -------- | ----------------- | ------------------------- |
| 9        | Andy Linden       | Bromme-Offenhauser        |
| 9        | Bud Rose          | Bromme-Offenhauser        |
| 10       | Bill Vukovich     | Maserati-Maserati         |
| 10       | Hal Cole          | Kurtis-Kraft-Offenhauser  |
| 16       | Ted Duncan        | Kurtis-Kraft-Offenhauser  |
| 19       | Ralph Pratt       | Bardazon-Offenhauser      |
| 19       | Kenny Eaton       | Bardazon-Offenhauser      |
| 25       | Johnny Mauro      | Alfa Romeo-Alfa Romeo     |
| 26       | George Fonder     | Deidt-Sparks              |
| 29       | Charles Van Acker | Stevens-Offenhauser       |
| 33       | Joel Thorne       | Kurtis-Kraft-Sparks       |
| 34       | Johnny Fedricks   | Kupiec-Offenhauser        |
| 36       | George Lynch      | Snowberger-Offenhauser    |
| 38       | Duke Nalon        | Kurtis-Kraft-Novi         |
| 39       | Danny Kladis      | Maserati-Maserati         |
| 41       | Milt Fankhouser   | Stevens-Offenhauser       |
| 43       | Chet Miller       | Kurtis-Kraft-Novi         |
| 44       | Bill Cantrell     | Kurtis-Kraft-Offenhauser  |
| 47       | Ralph Pratt       | Gdula-Offenhauser         |
| 51       | Mark Light        | Stevens-Offenhauser       |
| 52       | Mark Light        | Meyer-Offenhauser         |
| 52       | Dick Frazier      | Meyer-Offenhauser         |
| 58       | Billy Devore      | Scopa-Offenhauser         |
| 63       | Joe James         | Kurtis-Kraft-Offenhauser  |
| 63       | Bob Gregg         | Kurtis-Kraft-Offenhauser  |
| 64       | Bob Sweikert      | Wetteroth-Offenhauser     |
| 65       | Marvin Burke      | Kurtis-Kraft-Duray        |
| 65       | Norm Houser       | Kurtis-Kraft-Duray        |
| 66       | Cliff Griffith    | Miller-Offenhauser        |
| 74       | Carl Forberg      | Miller-Offenhauser        |
| 78       | Cy Marshall       | Miller-Miller             |
| 79       | Chuck Leighton    | Cantarano-Wayne           |
| 82       | Joe James         | Weidel-Mercury            |
| 83       | Al Miller         | Miller-Miller             |
| 84       | Mike Burch        | Miller-Offenhauser        |
| 84       | Billy Earl        | Miller-Offenhauser        |
| 85       | Manuel Ayulo      | Maserati-Offenhauser      |
| 85       | Jim Rigsby        | Maserati-Offenhauser      |
| 87       | Bill Vukovich     | Rounds Rocket-Offenhauser |
| 99       | Kenny Eaton       | Kurtis-Kraft-Offenhauser  |
| 99       | Emil Andres       | Kurtis-Kraft-Offenhauser  |

## Verseny
| Helyezés | Rajthely | Rajtszám | Versenyző                      | Gyártó                   | Átlagseb. | Kvalifikáció | Körök száma | Élen | Idő/Kiesés oka | Pontszám |
| -------- | -------- | -------- | ------------------------------ | ------------------------ | --------- | ------------ | ----------- | ---- | -------------- | -------- |
| 1        | 5        | 1        | Johnnie Parsons                | Kurtis Kraft-Offenhauser | 132,040   | 8            | 138         | 115  | 2:46:55,97     | 8        |
| 2        | 10       | 3        | Bill Holland                   | Deidt-Offenhauser        | 130,480   | 21           | 137         | 8    | + 1 Kör        | 6        |
| 3        | 3        | 31       | Mauri Rose                     | Deidt-Offenhauser        | 132,310   | 6            | 137         | 15   | + 1 Kör        | 4        |
| 4        | 12       | 54       | Cecil Green                    | Kurtis Kraft-Offenhauser | 132,910   | 2            | 137         | 0    | + 1 Kör        | 3        |
| 5        | 9        | 17       | Joe Chitwood Tony Bettenhausen | Kurtis Kraft-Offenhauser | 130,750   | 19           | 136         | 0    | + 2 Kör        | 1        |
| 6        | 23       | 8        | Lee Wallard                    | Moore-Offenhauser        | 132,430   | 5            | 136         | 0    | + 2 Kör        |          |
| 7        | 1        | 98       | Walt Faulkner                  | Kurtis Kraft-Offenhauser | 134,340   | 1            | 135         | 0    | + 3 Kör        |          |
| 8        | 4        | 5        | George Connor                  | Lesovsky-Offenhauser     | 132,160   | 7            | 135         | 0    | + 3 Kör        |          |
| 9        | 19       | 7        | Paul Russo                     | Nichels-Offenhauser      | 130,790   | 18           | 135         | 0    | + 3 Kör        |          |
| 10       | 11       | 59       | Pat Flaherty                   | Kurtis Kraft-Offenhauser | 129,600   | 30           | 135         | 0    | + 3 Kör        |          |
| 11       | 16       | 2        | Myron Fohr                     | Marchese-Offenhauser     | 131,710   | 11           | 133         | 0    | + 5 Kör        |          |
| 12       | 13       | 18       | Duane Carter                   | Stevens-Offenhauser      | 131,660   | 12           | 133         | 0    | + 5 Kör        |          |
| 13       | 26       | 15       | Mack Hellings                  | Kurtis Kraft-Offenhauser | 130,680   | 20           | 132         | 0    | + 6 Kör        |          |
| 14       | 6        | 49       | Jack McGrath                   | Kurtis Kraft-Offenhauser | 131,860   | 10           | 131         | 0    | Félelem        |          |
| 15       | 24       | 55       | Troy Ruttman                   | Lesovsky-Offenhauser     | 131,910   | 9            | 130         | 0    | + 8 Kör        |          |
| 16       | 31       | 75       | Gene Hartley                   | Langley-Offenhauser      | 129,210   | 32           | 128         | 0    | + 10 Kör       |          |
| 17       | 27       | 22       | Jimmy Davies                   | Ewing-Offenhauser        | 130,400   | 23           | 128         | 0    | + 10 Kör       |          |
| 18       | 33       | 62       | Johnny McDowell                | Kurtis Kraft-Offenhauser | 129,690   | 27           | 128         | 0    | + 10 Kör       |          |
| 19       | 20       | 4        | Walt Brown                     | Kurtis Kraft-Offenhauser | 130,450   | 22           | 127         | 0    | + 11 Kör       |          |
| 20       | 14       | 21       | Spider Webb                    | Maserati-Offenhauser     | 129,740   | 26           | 126         | 0    | + 12 Kör       |          |
| 21       | 15       | 81       | Jerry Hoyt                     | Kurtis Kraft-Offenhauser | 129,520   | 31           | 125         | 0    | + 13 Kör       |          |
| 22       | 29       | 27       | Walt Ader                      | Rae-Offenhauser          | 129,940   | 25           | 123         | 0    | + 15 Kör       |          |
| 23       | 30       | 77       | Jackie Holmes                  | Olson-Offenhauser        | 129,690   | 28           | 123         | 0    | Félelem        |          |
| 24       | 28       | 76       | Jim Rathmann                   | Wetteroth-Offenhauser    | 129,950   | 24           | 122         | 0    | + 16 Kör       |          |
| 25       | 21       | 12       | Henry Banks                    | Maserati-Offenhauser     | 129,640   | 29           | 112         | 0    | Olaj folyás    |          |
| 26       | 22       | 67       | Bill Schindler                 | Snowberger-Offenhauser   | 132,690   | 4            | 111         | 0    | Erőátvitel     |          |
| 27       | 17       | 24       | Bayliss Levrett Bill Cantrell  | Adams-Offenhauser        | 131,180   | 14           | 108         | 0    | Olaj nyomás    |          |
| 28       | 2        | 28       | Fred Agabashian                | Kurtis Kraft-Offenhauser | 132,790   | 3            | 64          | 0    | Olaj szivárgás |          |
| 29       | 32       | 61       | Jimmy Jackson                  | Kurtis Kraft-Cummins     | 129,200   | 33           | 52          | 0    | Légsűrítő      |          |
| 30       | 25       | 23       | Sam Hanks                      | Kurtis Kraft-Offenhauser | 131,590   | 13           | 42          | 0    | Olaj nyomás    |          |
| 31       | 8        | 14       | Tony Bettenhausen              | Deidt-Offenhauser        | 130,940   | 16           | 30          | 0    | Kerékcsapágy   |          |
| 32       | 18       | 45       | Dick Rathmann                  | Watson-Offenhauser       | 130,920   | 17           | 25          | 0    | Leállás        |          |
| 33       | 7        | 69       | Duke Dinsmore                  | Kurtis Kraft-Offenhauser | 131,060   | 15           | 10          | 0    | Olajszivárgás  |          |

## Statisztikák
- Pole-pozíció: Walt Faulkner - 4:27.97
- Leggyorsabb kör: Johnie Parsons - 1:07.97
- Versenyben vezettek:
  - Mauri Rose 15 kör (1-9/33/105-109)
  - Johnnie Peterson 115 kör (10-32/34-104/118-138)
  - Bill Holland 8 kör (110-117)
- Egy autóval több versenyző:
  - Joe Chitwood (82 kör) és Tony Bettenhausen (54 kör) - Miután Bettenhausen kiesett, Chitwood ült át az autóba. Az 5. helyért járó 2 pontot megosztották a 2 pilóta között.
  - Henry Banks (71 kör) és Fred Agabashian (41 kör)
  - Bayliss Levrett (105 kör) és Bill Cantrell (3 kör)